# Port lotniczy Chudżirt
Port Lotniczy Chudżirt (IATA: HJT, ICAO: ZMHU) – port lotniczy w Chudżirt, w ajmaku południowochangajskim, w Mongolii.